# Noirmoutier
Noirmoutier je přílivový ostrov u atlantického pobřeží Francie. Leží necelé 2 km od pevniny jižně od ústí řeky Loiry a je součástí departementu Vendée, největším sídlem je Noirmoutier-en-l'Île, dále na ostrově leží vesnice Barbâtre, L'Épine a La Guérinière. Ostrov má rozlohu 49 km² a žije na něm okolo deseti tisíc obyvatel.
Název ostrova je odvozován z latinského in Herio Monasterio („v klášteře Herus“ — Herus, dnes île d'Her, je označení pro rozšířenou severní část ostrova). Klášter zde založil v 7. století svatý Philibert, v roce 799 ho vyplenili Vikingové; byl to vůbec první nájezd Seveřanů na kontinentální Evropu. Na ochranu ostrova nařídil Karel Veliký vybudovat pevnost, která byla ve 12. století přestavěna na současný hrad Château de Noirmoutier. Během stoleté války i povstání ve Vendée byly o strategicky položený ostrov svedeny těžké boje. V době po objevení Ameriky byl Noirmoutier centrem ilegálního obchodu s tabákem.
S městem Fromentine na pevnině spojuje ostrov konzolový most Pont de Noirmoutier otevřený roku 1971 i silnice Passage du Gois, která je sjízdná jen za odlivu. Na silnici se každoročně pořádá běžecký závod Foulées du Gois.
Noirmoutier bývá nazývaný île aux mimosas (ostrov mimóz), protože díky mírným zimám a dostatku slunečního svitu zde roste teplomilná vegetace jako citlivka nebo planika velkoplodá. Povrch ostrova je písčitý a rovinatý, centrální část se nachází pod úrovní mořské hladiny. Hlavním zdrojem příjmů je turistický ruch, rybolov, sběr ústřic a zemědělství (místní raná odrůda brambor La Bonnotte patří k nejkvalitnějším a nejdražším na světě). Na pobřeží se sbírá mořská sůl (fleur de sel).